# Vlagyimir Vlagyimirovics Majakovszkij
Vlagyimir Vlagyimirovics Majakovszkij (oroszul: Владимир Владимирович Маяковский; Bagdadi, 1893. július 19. – Moszkva, 1930. április 14.) orosz származású szovjet költő, drámaíró, az orosz futurizmus egyik alapítója.

## Élete
Majakovszkij Grúziában szolgáló orosz erdész fia volt. A szülői házban tanulta meg a betűvetést, a kutaiszi gimnáziumban kezdte meg iskolai tanulmányait. Apja korán elhunyt, az özvegy anya gyermekeivel Moszkvába költözött. A költő itt folytatta az iskolát.
Már az 1905-ös forradalom alatt a tüntetők soraiban menetelt.
15 évesen egy kerületi bolsevik szervezetben beírták a párttagok közé. Egy évig volt a szervezet tagja. A rendőrség többször letartóztatta, az 1909. év második felét a Butirka börtön magánzárkájában tölti, ahol − mint önéletrajzában írta, „háromévi elmélet és gyakorlat után rávetettem magam a szépirodalomra”. Szabadulásakor úgy vélte, hogy az illegalitásban nem tanulhat tovább, ezért kilépett a pártból.
A következő évben bejutott a moszkvai képzőművészeti intézet festészeti szakára, ahol költői tehetségét diáktársa, Burljuk fedezte fel, aki lelkes híve volt az akadémikus ízléssel szembeforduló kubo-futurista mozgalomnak.Első versei 1912-ben jelentek meg, ugyanabban az esztendőben két társával közösen Poscsocsina obscsesztvennomu vkuszu (Pofonütjük a közízlést) című kiáltványt és versgyűjteményt tettek közzé. Majakovszkij lelkes agitátora lett a futurista mozgalomnak, verseiben és cikkeiben a polgári erkölcsöt és az irodalmi élet tekintélyét támadta. Társaival bejárta Oroszország városait, viharos hangulatú előadóesteken szavalták a kiadók által visszautasított verseiket. Két évig folytatta tanulmányait. A főiskoláról azonban elbocsátották a futurizmus követőit, így Majakovszkijnak is távoznia kellett.
Ezután először plakátkészítőként és karikaturistaként dolgozott, majd irodalommal kezdett el foglalkozni. Bohém fellépéssel kezdte irodalmi pályafutását, a ROSZTA kirakataiban jelentek meg megbotránkoztató plakátjai, melyeknek célja a polgárpukkasztás, és meghökkentés volt, csakúgy mint bökverseinek.
Az októberi forradalmat a maga ügyének is tekintette, és fáradhatatlanul harcolt az újért, politikában és művészetben egyaránt. 1919-21 között az orosz távíróügynökség részére mintegy 3000 plakátot rajzolt, amelyeket aktuális témájú saját szövegeivel, a híres Roszta-ablakokban tettek közszemlére. Majakovszkij szövegei alapján forgatták az első szovjet filmeket, némelyikben a főszerepet is ő játszotta.
Moszkvában ismerte meg 22 éves korában Lilja Briket, a nihilista-feminista harcosan házasságellenes nőt, aki Oszip Brik (Majakovszkij kiadója) felesége volt.
1922-30 között hét ízben utazott külföldre, bejárta Nyugat-Európát, az Egyesült Államok és Mexikó városait, ismert művészekkel és írókkal, például Picassóval, Aragonnal, Diego Riverával találkozott.
Utolsó éveiben a NEP részéről támadások érték, valamint a magány kudarcai is kísérték. Vlagyimir Majakovszkij 1930. április 14-én lett öngyilkos moszkvai lakásán 36 esztendős korában.
„Halálomért senkit se okoljanak, és kérem, hagyják a pletykákat. A megboldogult az ilyesmit szörnyen nem szerette.” – írta búcsúlevelében.
Úgy ismerték, mint a legnagyobb kommunista költőt, pedig csak jóval a forradalom előtt, mindössze egy évig volt párttag.

## Munkássága

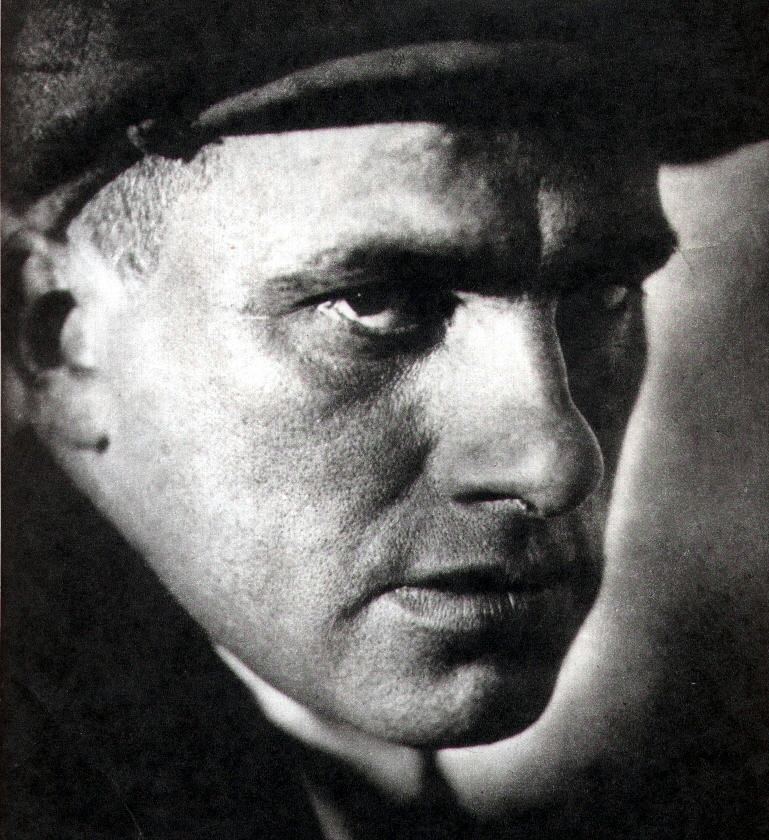
Majakovszkij

- Pofonütjük a közizlést! (Пощёчина общественному вкусу – 1912):

Az orosz kubo-futurista csoport tagjai, az orosz avantgárd nagy alakjai 1913-ban adták ki a Pofonütjük a közízlést című gyűjteményüket, melynek előszava a kubo-futuristák manifesztuma, a mozgalom céljainak megfogalmazása. Burljuk tört utat a csoport többi tagjának, ő tette őket „költővé”, szellemi mesterüket a tanítványok mind hamar felülmúlták.
»Csupán mi vagyunk korunk arca… A múlt szűk. Az akadémia és Puskin érthetetlen hieroglifák. Puskint, Dosztojevszkijt, Tolsztojt és a többit ki kell dobni a Jelenkor Gőzhajójából.« 

### Verseinek általános jellemzői
- új költői nyelv
- fortissimo, harsány hangnem, maga adta elő, és előadásra szánta őket
- sajátos ritmika, mondattördelés, időmértékes hangzás
- lépcsős versforma használata, pl. enjambement
- műfaji újítása: poéma (lírai és epikai elemek)
- sajátos képek: meglepő asszociációk, montázs, szimultán technika
- futurizmus felhasználása: múlt elvetése és lázadás
- témái között szerepel a forradalom, a vallás, a művészet és a szerelem

### Jelentős költeményei, poémái
- Nadrágba bújt felhő (Облако в штанах) (1915, poéma) – futurista korszakának nagy lírai szintézise. Kiáltvány jellegű, legnagyobb futurista verse, ódai hangú mű. A költő úgy fogalmaz, mintha ő lenne a felhő. Alcíme: XIII. apostol. Műfaja: poéma.
- Parancs a művészek hadseregének (1918) – „ars poetica”, parancsosztogatás, hadsereg és művészet közt von párhuzamot. Piszmogás helyett lendület kell, fel kell égetni a múlt hídját, vallja. Didaktikus, tanító célzatú mű. Groteszk hangulat: félelem és komikum, illetve patetikus hang jellemzi.
- Este (Ночь) (1912) – első futurista műveinek egyike, mely a tömeget írja le, és menetelésüket, meghökkentő képekkel.
- Lilikének levél helyett – búcsúvers. Keretes szerkezetű mű, melyben a múlt a szép emlékeké, a jelen a keserűségé és a jövő a felejtésé. De nem haraggal búcsúzik. „Engedd legalább, hogy búcsúzni csókjaimat terítsem távozó lépteid alá.”
- Csudajó – epikus tartalmú futurista költemény, melyben a Szovjetunió születését ünnepli.
- Teli torokból – művészi elveinek végső összefoglalása.
- A Brooklyni híd
- további ismert művei: Önagyonülésezők, Költemény a Mjasznyickaja utcából, Vlagyimir Iljics Lenin (1924), 150.000.000 (1920).

### Drámái
- Vlagyimir Majakovszkij (1913) című én-drámája a naturalista színpad megújításának kísérlete Mejerholddal.
- Poloska (1928, vígjáték)
- A banya (1929, vígjáték)
- Gőzfürdő (1930, vígjáték)

## Hatása Magyarországon, fordítók
- Magyarországon már az 1920-as években ismerték alkotásait. Először a Magyar Írás, Raith Tivadar folyóirata közölte le verseit, mely az avantgárd szocialista képviselőit és a szovjet költőket mutatta be. Ennek megfelelően közölte Majakovszkij, Jeszenyin, Becher, latin-amerikai avangard lírikusok költeményeit.
- Fordítói között megtaláljuk Szabó Lőrinc, Radó György, Képes Géza nevét.
- Eörsi István: V. Majakovszkij: Nadrágba bújt felhő vál. v., [fordítás] Szentendre (1995)

## Magyarul
- Mi a jó és mi a rossz; ford. Zelk Zoltán; Szikra, Bp., 1945
- Vladimir Iljics Lenin; ford. Radó György; Magyar-Szovjet Művelődési Társaság, Bp., 1946
- Hogyan kell verset írni?; ford., bev., jegyz. Békés István; Parnasszus, Bp., 1947
- Majakovszkij válogatott versei; ford. Békés István et al., összeáll. Békés István, Lóránd György; Parnasszus, Bp., 1947
- A táltos paripa; ford. Trencsényi-Waldapfel Imre; Új Magyar Könyvkiadó, Bp., 1948
- Majakovszkij Vladimir válogatott versei; összeáll. Békés István, Lóránd György; ford. Békés István et al.; Parnasszus, Bp., 1948
- Majakovszkij válogatott versei; ford. Békés István, Devecseri Gábor, Franyó Zoltán et al., szerk. Békés István; Parnasszus, Bp., 1949
- Mi leszek, ha nagy leszek?!; színpadra alk. M. Averbah, zene M. Jordanszkij, Kósa Klára, ill. Szentgyörgyi Kornél, ford. Békés István; Légrády Ny., Bp., 1949 (Parnasszus könyvtár)
- Felfedezem Amerikát; ford. Békés István, versford. Békés István et. al.; Új Magyar Könyvkiadó, Bp., 1949
- Csudajó. Versgyűjtemény; ford. Békés István et al., összeáll. Békés István; Új Magyar Könyvkiadó, Bp., 1950
- Majakovszkij válogatott versei; vál. P. D. Kraevszkij, szerk. Gábor Andor, Kardos László; Új Magyar Könyvkiadó, Bp., 1951
- Száguldó csodaló; ford. Majtényi Erik; Ifjúsági, Bukarest, 1952
- Állatkert; ford. Vajda Endre; Ifjúsági, Bp., 1952
- Gyerekeknek; ford. Devecseri Gábor et al., bev. Klujev; Ifjúsági, Bp., 1953
- Elbeszélő költemények; ford. Képes Géza et al., szerk. Devecseri Gábor, Gáspár Endre, Simon István, bev. Wessely László; Új Magyar Kiadó, Bp., 1953
- Neki a tollal! Szatirikus versek; vál., ford. Radó György; Új Magyar Kiadó, Bp., 1954
- Mi a jó és mi a rossz?; ford. Majtényi Erik; Ifjúsági, Bukarest, 1955
- Mennyi állat, mennyi kép!; ford. Fodor András; Ifjúsági, Bp., 1955
- Vlagyimir Majakovszkij válogatott művei; vál., szerk. Radó György, ford. Békés István et al., bev. Kardos László; Európa, Bp., 1957
- Poloska / Gőzfürdő; ford. Radó György, Lányi Sarolta, utószó Radó György; Európa, Bp., 1959 (Világirodalmi kiskönyvtár)
- Válogatott versek; összeáll. Pető Miklós, bev. Kardos László; Kossuth, Bp., 1960 (Pártmunkások könyvtára)
- Majakovszkij válogatott versei; ford. Árvay János et al., vál., bev. Héra Zoltán, életrajz, jegyz. Kovács Zoltán; Móra, Bp., 1960 (A világirodalom gyöngyszemei)
- Vlagyimir Majakovszkij legszebb versei; vál., bev. Balogh József, ford. Békés István et al.; Ifjúsági, Bukarest, 1968
- Majakovszkij válogatott művei, 1-2.; vál., jegyz. Péter Mihály, ford. Belia György et al., utószó Botka Ferenc; Európa, Bp., 1968
- Csudajó! Októberi költemény; ford. Kuczka Péter; Magyar Helikon–Európa, Bp., 1970
- Majakovszkij versei; vál. Pór Judit, ford. Devecseri Gábor et al.; Európa, Bp., 1973 (Lyra mundi)
- Teli torokból. Versek; szerk. S. Nyirő József, ford. Eörsi István et al.; Kossuth, Bp., 1973
- Poloska. Komédia / Gőzfürdő. Dráma; ford. Tellér Gyula, Lányi Sarolta, utószó Király László; Kriterion, Bukarest, 1974
- ROSZTA; ford., bev. Csala Károly; Magvető, Bp., 1977
- Így jó!; ford., utószó Simor András; Magvető, Bp., 1979
- Oroszország, a művészet és mi; vál., előszó, jegyz. Larisza Oginszkaja, ford. Benyó Mariann et al.; Corvina, Bp., 1979 (Művészet és elmélet)
- Hallgassanak meg!; vál., ford. Pető Miklós; Kossuth, Bp., 1980
- Lángoló-csodaló és más versek; ford. Lator László et al.; Móra, Bp., 1981
- Vlagyimir Majakovszkij válogatott versei; vál., szerk., bev., jegyz. Rózsa Endre, ford. Tamkó Sirató Károly et al.; Kozmosz Könyvek, Bp., 1982 (A világirodalom gyöngyszemei)
- Mi leszek...; ford. Békés István; Peti, Bp., 1982 (PETI füzetek)
- Erről. Neki és magamnak; ford., utószó, jegyz. Szilágyi Ákos; Helikon, Bp., 1984
- Majakovszkij levelei Lili Brikhez; ford. Pór Judit, szerk. Gerencsér Zsigmond; Európa, Bp., 1984
- Járjuk be az állatkertet!; ford. Vámosi Pál; Móra, Bp., 1987
- Nadrágba bújt felhő. Válogatott versek; ford. Eörsi István et al.; Interpopulart, Szentendre, 1995 (Populart füzetek)

## Érdekesség
New York-i látogatásakor portrét készített róla Gellért Hugó magyar származású festőművész.[forrás?]
Faludy György 1978-ban verset írt Majakovszkíj utólsó verse cimmel Majakovszkij stílusában.